# ТЕС Касу I
18°47′31″ пд. ш. 51°0′34″ зх. д. / 18.79194° пд. ш. 51.00944° зх. д.
ТЕС Касу I — теплова електростанція у бразильському штаті Гояс, якою доповнили належний компанії ETH Bioenergia завод з виробництва етанолу Ріо-Кларо.
В 2010 році на майданчику ТЕС стали до ладу дві парові турбіни потужністю 50 МВт та 30 МВт, а у 2012-му до них додали ще одну з показником 50 МВт. Всі турбіни постачила південноафриканська компанія TGM, а генератори надійшли від бразильської WEG.
Особливістю станції є те, що вона працює на багасі – жомі цукрової тростини. Її спалюють у двох котлах виробництва HPB, які можуть продукувати 320 та 260 тон пари на годину.
Надлишкова електроенергія постачається зовнішнім споживачам по ЛЕП, розрахованій на роботу під напругою 230 кВ.